# Mayulestes
Mayulestes is een uitgestorven buideldierachtige. Het was een carnivoor die tijdens het Paleoceen in Zuid-Amerika leefde. Mayulestes ferox is de naamgever van de familie Mayulestidae behorend tot de Sparassodonta, Zuid-Amerikaanse carnivore buideldierachtigen uit het Kenozoïcum. 

## Fossiele vondsten
Mayulestes leefde in het Vroeg-Paleoceen en fossielen zijn gevonden in de Santa Lucía-formatie in Bolivia. Het fossiel van Mayulestes bestaat uit een schedel, het merendeel van de poten en delen van de ribben, wervelkolom en staart.

## Kenmerken
Met een kopromplengte van 18 cm en een geschat gewicht van 200 tot 275 gram had Mayulestes het formaat van een wolhaaropossum. Het was een klein roofdier, die dezelfde ecologische niche bezette als hedendaagse wezels of marters. De grijpstaart wijst op een behendig dier dat deels in de bomen leefde. Mayulestes was op de grond in staat tot het rennen van korte stukken om prooidieren zoals kikkers, hagedissen en kleine buideldieren te grijpen.

## Verwantschap
De inzichten over de taxonomische positie van Mayulestes binnen de Marsupialiformes wisselen. Over het algemeen wordt Mayulestes beschouwd als de oudst bekende soort uit de Sparassodonta. Andere fylogenetische analyses plaatsen het dier als zustergroep van de Pucadelphyidae buiten de Sparassodonta. Bij een studie uit 2018 kwam naar voren dat Mayulestes samen met Allqokirus en Patene de Mayulestidae vormt en dat deze familie de vroegste aftakking binnen de Sparassodonta is. Samen met de Pucadelphyidae vormen de sparassodonten de superorde Pucadelphyda.